# IC 3094
IC 3094 је спирална галаксија у сазвјежђу Береникина коса која се налази на листи објеката дубоког неба у Индекс каталогу.
Деклинација објекта је + 13° 37' 32" а ректасцензија 12h 16m 55,9s. Привидна величина (магнитуда) објекта IC 3094 износи 13,7 а фотографска магнитуда 14,6. IC 3094 је још познат и под ознакама UGC 7305, MCG 2-31-78, CGCG 69-123, VCC 213, PGC 39362.